# 茶马
茶马，指宋代和明代，中原政权以垄断茶叶贸易，以换取青海、甘肃、四川、西藏以及西南等地当地民族马匹的政策和贸易制度。

## 历史
宋神宗熙宁七年（1074年），王安石变法时初行茶马法，被视为茶马制度的开端。宋朝于成都置都大提举茶马司主持此事。這是因為唐朝與回紇在漠北絹馬互市，馬價以絹帛計價，回紇人使用劣馬換絹招來國庫空虛，負債極大。
明朝洪武四年（1371年），以陕西、四川茶叶交易番马，设茶马司于秦州、洮州、河州、雅州等地，专门管理。洪武三十年（1397年），将秦州茶马司改设于西宁。成化年间，由于私茶贸易盛行，朝廷已沒有足夠的力量壓制商人鑽營法律漏洞，到弘治三年（1490年），當都察院左副都御史楊一清主持茶馬時，便實行「招商買茶」，令商人自出人力、物力、自出資金運茶，「運送到官茶，量將三分之一官為發賣，以償官價，尤為便益。」。
清初延續明代茶馬制度，設置茶馬司，管理茶馬貿易。仍將茶馬互市作為羈縻的手段，康熙七年至雍正九年，茶馬貿易時置時廢，雍正九年因用兵新疆，恢復於西寧等地設茶馬司。雍正十三年待戰事結束，可靠貢賦形式滿足軍馬來源，茶馬貿易制度方宣告結束。

## 评价
明朝的茶马政策一方面满足了国家的军事需求，另一方面也通过垄断茶叶的供应起到控制边疆各族的作用，但后期随着官方垄断地位的丧失，此功能完全丧失。茶马往来，促进了中原与边疆各族地区经济、文化的交流，对汉文明的传播起到了积极作用。

## 参看
- 茶马古道
- 茶馬互市